# Mahaleo

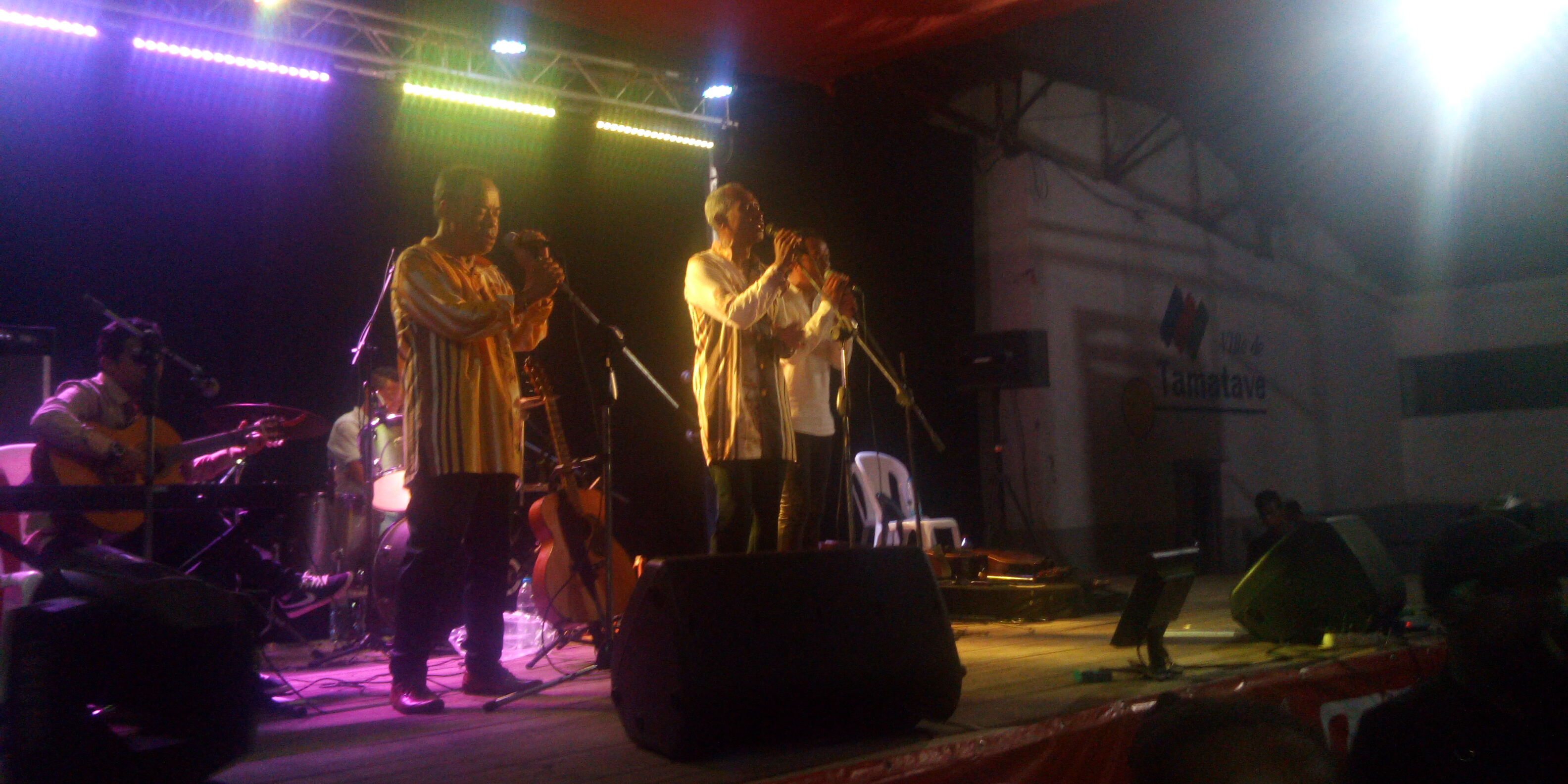
I Mahaleo in concerto a Toamasina

I Mahaleo sono un gruppo musicale malgascio, formatosi nel 1972 ad Antsirabe.

## Storia
Il gruppo si costituisce all'inizio degli anni settanta durante le manifestazioni studentesche che portarono alla fine del potere neo-coloniale. Sette musicisti, Dama, Dadah, Bekoto, Fafah, Nono, Charles e Raoul, si incontrano a maggio 1972 per animare lo sciopero con la loro musica. Pur continuando il loro percorso musicale, grazie ai loro studi sono diventati dottori, chirurghi, agricoltori e sociologi.
Musicalmente, i Mahaleo fondono la musica tradizionale degli altopiani del paese con quella dell'Africa, Polinesia e Malaysia, compresa la musica occidentale amplificata alla radio tra gli anni sessanta e settanta (notevole l'influenza di Bob Dylan).
Il gruppo tratta i temi della vita quotidiana, con un discorso di protesta ed esigente, mentre trasmette i valori di amore e dell'amicizia, affrontando anche argomenti più seri, come la morte. Lo stile musicale è nuovo e colpisce le persone da vicino, esprimendo le aspirazioni per l'identità malgascia dopo la colonizzazione, facendo guadagnare loro la popolarità in tutto il Madagascar.
Nel corso degli anni di esperienza personale e dei musicisti, il gruppo discute altre questioni legate alle difficoltà della popolazione e del Terzo Mondo: l'ambiente, la povertà, l'istruzione e la criminalità. Il gruppo ha organizzato diversi concerti in tutta l'isola, sbarcando in seguito anche in Francia.
L'impegno politico dei musicisti si riflette nelle loro caratteristiche personali: Dama è stato due volte deputato indipendente, Bekoto si è specializzato nella difesa dei diritti dei contadini, Charles si occupa di una organizzazione non governativa che promuove lo sviluppo rurale e periferico, mentre Nono e Dadah sono chirurghi presso l'ospedale universitario di Antananarivo.
Nel 2005 esce un film dal titolo Mahaleo, diretto da Cesar Paes e Raymond Rajaonarivelo, che racconta la storia del Madagascar e del gruppo, che ne ha curato la colonna sonora.
Nel giugno 2007 il gruppo si esibisce al teatro Olympia di Parigi.
Il 3 settembre 2010, i Mahaleo si riducono a sei membri a causa della morte di Raoul all'età di 59 anni, mentre il 29 agosto 2014 il gruppo perde un altro membro, Nono, a causa del suo decesso.

## Formazione
- Dama (Zafimahaleo Rasolofondraosolo) - voce, chitarra, armonica a bocca, kabosy (1972-)
- Dadah (Rakotobe Andrianabela) - voce, chitarra, basso (1972-2019)
- Bekoto (Honoré Auguste Rabekoto) - voce, chitarra, pianoforte, flauto (1972-)
- Fafah (Famantanantsoa Andriamanantena) - voce, chitarra (1972-2019)
- Nono (Rakotobe Andrianabelina) - voce, chitarra, basso (1972-2014)
- Charles (Charles Bert Andrianaivo) - percussioni (1972-)
- Raoul (Razafindranoa Raosolosolofo) - voce, chitarra (1972-2010)

## Discografia
- 1972 – Ravorondreo (Discomad)
- 1976 – Madagascar (Playa Sound)
- 1979 – Fanambadiana tsa mba kilalao: Imbola (Discomad)
- 1979 – Hitovy anjara: Raha sendra mandalo (Discomad)
- 1979 – Marovoay (Discomad)
- 1991 – Ralita (WDR)
- 1996 – Mahaleo (Playa Sound)
- 1997 – Tadidiko (Cod-Music AG)
- 2001 – Velo (Mars)
- 2007 – Tanindrazana (Media Consulting)
- 2007 – Mama sera (Kanto Records)
- 2007 – Fitia (Media Consulting)

### Live
- 1983 – Mahaleo en concert (Pro Euro Mad, WDR Mediagroup)
- 1991 – Mahaleo en concert (WDR Mediagroup)
- 1995 – Concert '95 (WDR Mediagroup)
- 1998 – Mahaleo en concert (Mélodie)
- 2008 – 35ème anniversaire: Live Mahaleo à l'Olympia (Laterit Productions)

### Colonne sonore
- 2005 – Mahaleo - Bande originale du film (Laterit Productions)